# Lindsjön, Hälsingland
Lindsjön är en sjö i Nordanstigs kommun i Hälsingland och ingår i Harmångersåns huvudavrinningsområde. Sjön är 10 meter djup, har en yta på 0,32 kvadratkilometer och befinner sig 298,2 meter över havet. Sjön avvattnas av vattendraget Sörbäcken.

## Delavrinningsområde
Lindsjön ingår i det delavrinningsområde (689405-153711) som SMHI kallar för Ovan 689170-153930. Medelhöjden är 309 meter över havet och ytan är 13,47 kvadratkilometer. Det finns inga avrinningsområden uppströms utan avrinningsområdet är högsta punkten. Sörbäcken som avvattnar avrinningsområdet har biflödesordning 2, vilket innebär att vattnet flödar genom totalt 2 vattendrag innan det når havet efter 67 kilometer. Avrinningsområdet består mestadels av skog (86 procent). Avrinningsområdet har 0,32 kvadratkilometer vattenytor vilket ger det en sjöprocent på 2,4 procent.